# Зелено дърво
Зелèно дървò е село в Северна България, община Габрово, област Габрово.

## География
Село Зелено дърво се намира на около 10 km юг-югозападно от центъра на областния град Габрово и около 1,3 km югоизточно от язовир Христо Смирненски, изграден на река Паничарка – ляв приток на река Янтра. Селото е разположено в северните подножия на Шипченската планина, по северозападния долинен склон на Белилската река, приток на Козята река, която се влива в река Паничарка. Надморската височина в северозападния край на селото достига до около 770 m и намалява до около 680 m в югоизточния.
През село Зелено дърво минава третокласният републикански път III-5006 (Габрово – курортен комплекс Узана).
Село Зелено дърво наброява 244 души към 1934 г. и 311 към 1965 г., бързо намалява до 59 към 1985 г. и наброява 27 души (по текущата демографска статистика за населението) към 2019 г.

## История
Името идва от огромна ела, която се е намирала в долния край на селото, били са необходими 4 души за да я обиколят хванати за ръце. Никой не може да каже възрастта ѝ. По време на войната в селото се укриват руски войници, които се ориентират по него. През 1940-те години елата се разцепва и половината се сгромолясва.
През 1978 г. дотогавашното населено място колиби Зелено дърво получава статут на село.
Във фондовете от масив „С“ на Държавния архив Габрово се съхраняват документи от съответни периоди на/за:
- Горско климатично училище „Д-р Тота Венкова“ – с. Зелено дърво, Габровско; фонд 765; 1940 – 1997;
- Кметство – с. Зелено дърво, Габровско; фонд 1603; 1984 – 2000.

## Население
Преброяване на населението през 2011 г.
Численост и дял на етническите групи според преброяването на населението през 2011 г.:
|                     | Численост | Дял (в %) |
| Общо                | 19        | 100,00    |
| Българи             | 19        | 100,00    |
| Турци               | 0         | 0,00      |
| Цигани              | 0         | 0,00      |
| Други               | 0         | 0,00      |
| Не се самоопределят | 0         | 0,00      |
| Неотговорили        | 0         | 0,00      |

## Културни и природни забележителности
Село Зелено дърво е разположено изцяло в пределите на Природен парк „Българка“. Заради красивата си природа, спокойствието, което предлага и близостта с местността Узана е честа дестинация за туристи от всички краища на България.
На 17 септември 2013 година в селото е открит православният параклис „Св. мъченици София, Вяра, Надежда и Любов“, изграден само за една година, изцяло със средства от дарители. На 15 май 2014 година Великотърновският митрополит Григорий освещава и дава благословията си за православния храм в село Зелено дърво. Тържествената литургия е уважена от жителите на селото, дарители и много гости.

## Други
В селото има множество къщи за гости, особено подходящи за прекарване на Коледно-Новогодишните празници.